# Макулов, Леонид Фёдорович
Леонид Фёдорович Макулов (17 июля 1907 — 3 августа 1982) — мордовский советский писатель. Член Союза писателей СССР (1958). Заслуженный писатель Мордовской АССР (1982).
Родился в 1907 г. в мордовском селе Перхляй. В 1926 г. поступил в Саранский педагогический техникум. Затем работал в редакции мордовской газеты "Од веле", много лет учительствовал в средней школе.
Первые публикации его произведений относятся к 1929 г. К середине 30-х годов определилось тяготение писателя к прозе для детей. С тех пор он издал несколько книг для детей разного возраста.
Хорошо зная школьную жизнь, Л.Ф.Макулов после Великой Отечественной войны обратился к повести для взрослых об учительнице-мокшанке – "Мокшень стирь" ("Девушка-мокшанка", 1957). Под названием "Учительница" она была переведена на русский язык (2-е изд., 1963).
Одно из написанных произведений: "Кранч" (с морд. - ворон)